# Julio Aguilar Díaz
Julio Aguilar Díaz es un futbolista mexicano que jugó de mediocampista. Debutó en 2000. En Primera División jugó 70 partidos, acumulando 4,195 minutos jugados y 4 goles recibidos. 

## Clubs
- Puebla Fútbol Club (2000 - 2003)
- Querétaro Fútbol Club (2003 - 2004)
- Puebla Fútbol Club (2005)
- Club Santos Laguna (2006)